# Arvika
Arvika ist ein schwedischer Ort in der Provinz Värmlands län und der historischen Provinz Värmland. Der Ort ist Hauptort der gleichnamigen Gemeinde.

## Geographie
Arvika liegt am nördlichen Ufer des Kyrkviken, einer Bucht des Sees Glafsfjorden.

## Wirtschaft und Infrastruktur

### Ansässige Unternehmen
Größter und wichtigster Arbeitgeber in Arvika ist ein Baufahrzeugwerk der Volvo Group.

### Verkehr
Arvika liegt an der Reichsstraße (riksväg) 61 zwischen Karlstad und dem norwegischen Kongsvinger. Des Weiteren ist der Ort über die Straße 172 mit Årjäng und 175 mit Säffle verbunden.
Der Ort hat einen Bahnhof an der Värmlandsbahn, welche die direkte Eisenbahnverbindung zwischen Stockholm und Oslo darstellt (fertiggestellt 1871). Im Fernverkehr – durchgeführt von SJ AB (SJ) – gibt es direkte InterCity-Verbindungen mit Oslo und Stockholm; ein Zugpaar schließt Arvika auch an das schwedische X2000-Netz an. Nahverkehrszüge (länståg) stellen Verbindungen mit Karlstad, Charlottenberg und Oslo her.
Drei Kilometer nordöstlich des Stadtzentrums liegt der Flugplatz Arvika-Westlanda.

## Kultur und Sehenswürdigkeiten

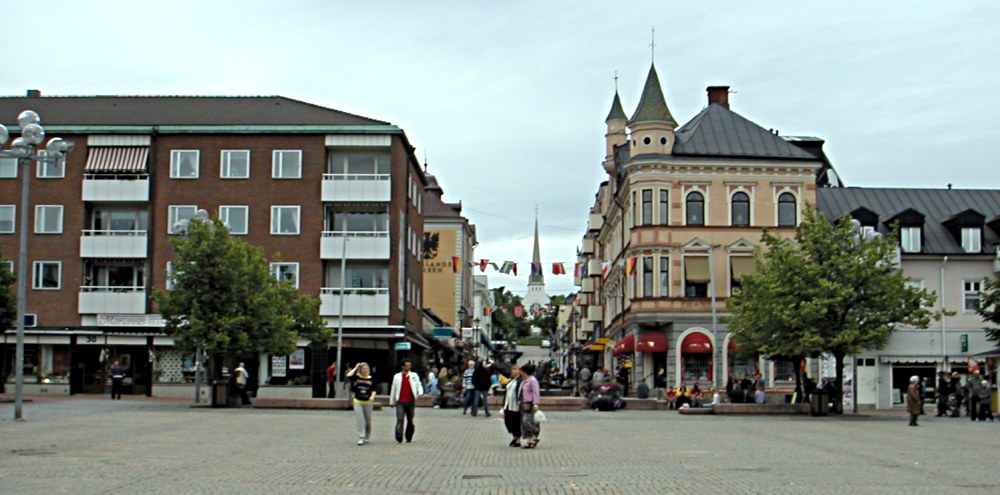
Arvika, Stadtzentrum

Wichtigste touristische Attraktion in Arvika ist das Rackstadmuseum, in dem Werke der nach dem nahe gelegenen See Racken benannten Rackstad-Künstlerkolonie ausgestellt werden. Außerdem gibt es ein Automobil-Museum mit den gesammelten Rennwagen des in Arvika beheimateten Rallye- und Rallycross-Fahrers Per Eklund sowie eine Rallycross-Rennstrecke, die sogenannte Westombanan (von Banan west om Arvika; dt. Rennstrecke westlich von Arvika). Eine wiederkehrende Veranstaltung von Bedeutung ist das Hafenfest (Arvika Hamnfest). Das Arvikafestival, 1992–2010, zählte zu den großen Festivals in Skandinavien, mit zuletzt rund 22.000 Besuchern.

## Persönlichkeiten
- Oscar Kjellberg (1870–1931), Erfinder der ummantelten Schweisselektrode und Unternehmer
- Tore Edman (1904–1995), Skispringer
- Björn J:son Lindh (1944–2013), Musiker und Komponist
- Dan Labraaten (* 1951), Eishockeyspieler und -scout
- Kenny Bräck (* 1966), Rennfahrer
- Pål Jonson (* 1972), Politiker
- Martin Larsson (* 1979), Skilangläufer
- Dotter (* 1987), Sängerin und Songwriterin
- Johan Kristoffersson (* 1988), Autorennfahrer
- Jacob de la Rose (* 1995), Eishockeyspieler
- Enforcer, Heavy-Metal-Band